# روكابرونا
روكابرونا ( النطق الإيطالي: ‎[ˌrɔkkaˈbruːna]‏) هي بلدية في مقاطعة كونيو ومنطقة بيدمونت الإيطالية، وتقع على بعد حوالي 70 كيلومتر (43 ميل) جنوب غرب تورينو وحوالي 20 كيلومتر (12 ميل) شمال غرب كونيو.
تقع روكابرونا على حدود البلديات التالية: كارتيغنانو ودرونيرو وميللي (بيدمونت) وسان داميانو ماكرا وبوسكا وفيلار سان كوستانزو.

## روابط خارجية
- الموقع الرسمي